# Jean-François Soult
Jean-François Soult (Saint-Amans, 25 december 1772 - Parijs, 6 januari 1823) was prefect van het Leiedepartement.
Jean-François Soult was de zesde van de zeven kinderen van Jean Soult (1726-1779), notaris in Saint-Amans, en van Marie-Brigitte de Grenier de la Pierre. De oudste zoon was Nicolas Jean-de-Dieu Soult (1769-1851) die maarschalk en hertog van Dalmatië werd onder Napoleon en minister van Defensie en eerste minister onder koning Lodewijk Filips I van Frankrijk. Een andere broer werd brigadegeneraal.
Soult bleef ongehuwd, maar had een affaire met een Duitse, die van hem een kind had. Hij bekommerde zich weinig om hen.

## Loopbaan
Op zijn zeventiende begon Jean-François Soult aan een loopbaan, eerst in de koopvaardij (1789) en in de zeemacht (1792). In 1797 werd zijn schip door de Engelsen gekaapt en werd hij in Porchester Castle gevangengezet. In de loop van het volgende jaar kwam hij vrij, door tussenkomst van zijn broer. In 1800 werd hij weer gevangengenomen en na korte tijd kwam hij weer vrij.
In maart 1803 werd hij tot Franse consul benoemd in Charleston. Midden 1807 was hij weer in Frankrijk. Zijn broer de maarschalk zocht een passende betrekking voor hem maar het duurde toch nog vier jaar alvorens er hem iets gegund werd.

## Prefect van het Leiedepartement
Na de onverwachte dood van Arborio werd Soult in het moeilijke kustdepartement Leie benoemd. Een van zijn eerste verplichtingen was dat hij Napoleon moest begeleiden tijdens een blitsbezoek aan de vroegere Nederlandse gewesten.
Het voornaamste probleem waarmee hij werd geconfronteerd was de conscriptie of algemene dienstplicht. In het departement schaarden weinigen zich achter Napoleon en in groten getale pleegden de jonge rekruten vaandelvlucht of doken ze onder om niet ingelijfd te worden. Regelmatig braken onlusten uit.
In 1813 naderde het einde van het keizerrijk. Begin februari 1814 vluchtte Soult met zijn administratie uit Brugge om er niet meer terug te keren. Begin april 1814 deed Napoleon troonsafstand. Het keizerrijk was voorbij en Soult was werkloos.

## Na Brugge
Jean-François Soult vertrok in ballingschap met zijn broer de maarschalk. Hij was weldra terug in Parijs om er de belangen van zijn broer te behartigen.
Na verloop van tijd werd hij ziek en op 6 januari 1823 overleed hij.